# 닛산 자동차 오스트레일리아
닛산 자동차 오스트레일리아(영어: Nissan Motor Co. (Australia) Pty. Ltd.)는 닛산 자동차의 오스트레일리아 자회사이자 현재 빅토리아주 멀그레이브에 본사를 둔 전 자동차 제조업체이다. 이 회사는 일본 브랜드 닛산의 승용차를 조립했다.

## 역사
닛산 자동차는 1930년대 초부터 오스트레일리아에 수입되었다. 1960년대 초, 오스트레일리아 산업가 로렌스 하트넷은 이 브랜드를 알게 되어 판매를 인수했고, 1966년에는 시드니에 본사를 둔 프레스드 메탈 코퍼레이션이 오스트레일리아 시장을 위해 연간 최대 20,000대의 닛산 블루버드를 조립하기 시작했다.
일찍이 1968년에 닛산은 폐쇄된 폭스바겐 오스트레일리아 공장의 임차인으로 지명되었다. 폭스바겐 자회사인 모터 프로듀서스 리미티드는 1968년부터 그곳에서 닷선 차량을 제조했다. 1971년 닛산은 오스트레일리아에서 폭스바겐보다 두 배 많은 차량을 판매할 수 있었다. 조립 활동은 1972년에 더욱 확대되었다.
닛산 경영진이 오스트레일리아 정부의 85% 현지 생산 목표를 달성하기로 결정함에 따라, 클레이턴 공장은 완전 생산(키트 조립 대신)으로 전환될 예정이었다. 폭스바겐이 더 이상 공장에 투자하기를 원치 않았기 때문에 닛산의 모터 프로듀서스 리미티드 완전 인수에 합의했다. 폭스바겐 차량의 현지 CKD 조립은 1976년 4월부터 닛산의 책임 하에 수행되었으며, 1977년 3월에 최종적으로 중단되었다.
클레이턴에서의 독립 생산은 1977년 닷선 200B로 시작되었다. 오스트레일리아 모델은 일본 모델과 다른 후륜 차축을 가졌다. 다른 조립 모델로는 닛산 가젤과 닛산 펄사가 있었고, 1986년에는 닛산 스카이라인과 닛산 핀타라가 추가되었다. 닛산의 오스트레일리아 자동차 생산은 1992년에 종료되었다. 생산량은 1990년 약 58,000대에서 1991년 36,000대 미만으로 감소했다.
닛산 오스트레일리아는 현재 1982년에 건설된 공장에서 주로 주조 부품을 계속 생산하고 있다.
2009년 닛산은 딜러 및 고객에게 금융 서비스를 제공하기 위해 닛산 오스트레일리아의 전액 출자 자회사인 닛산 금융 서비스를 출범했다. 2013년 닛산 파이낸스 서비스 오스트레일리아는 뉴질랜드에 전액 출자 자회사인 닛산 파이낸스 서비스 뉴질랜드를 설립했다. 닛산 파이낸스 서비스 오스트레일리아와 닛산 파이낸스 서비스 뉴질랜드는 앤드루 메이어 이사가 이끌고 있다.

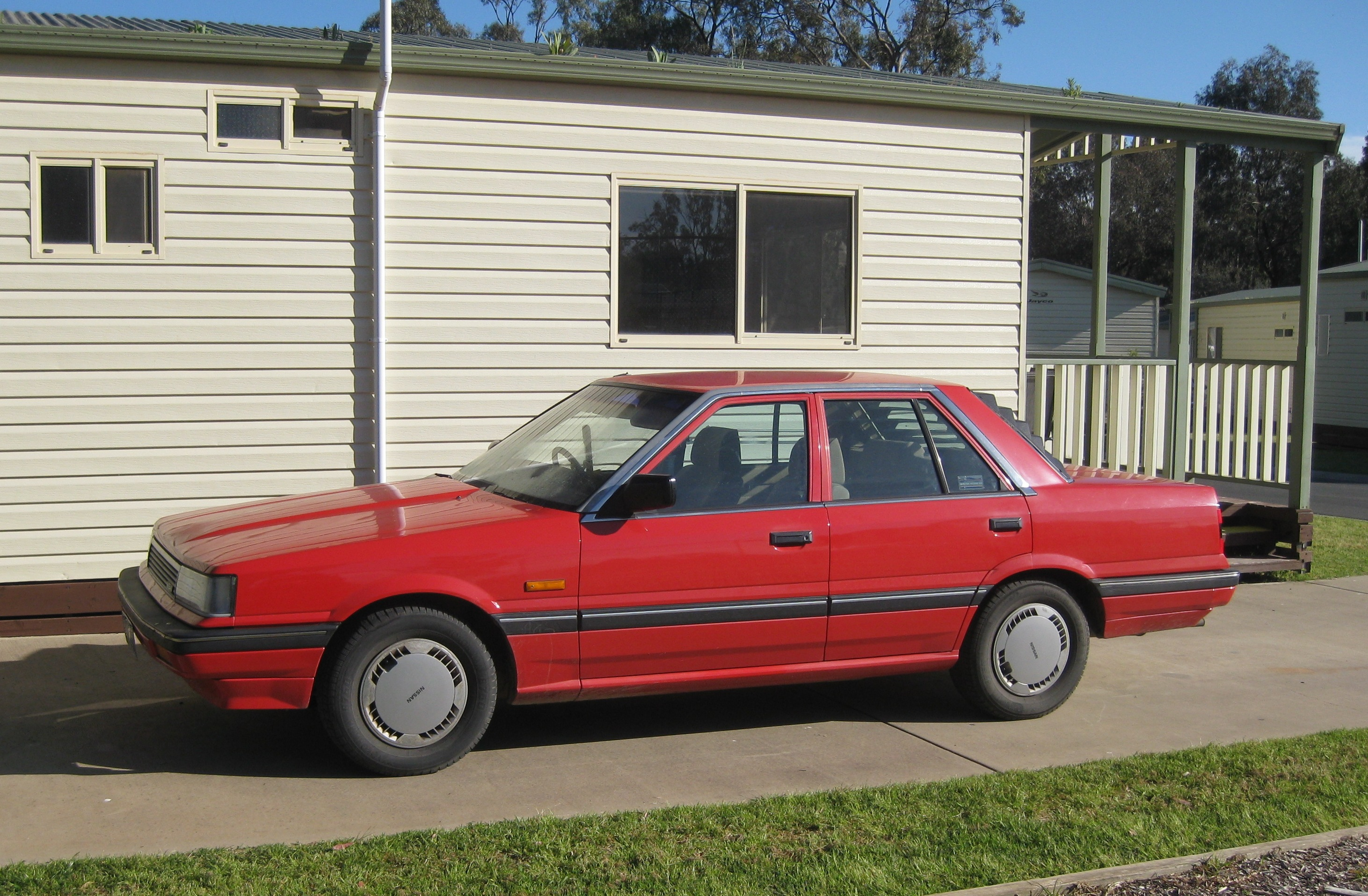
1986 닛산 핀타라 GX 세단 (R31). 핀타라는 닛산 오스트레일리아에서 1986년부터 1992년까지 생산되었다.